# Buire-le-Sec
Buire-le-Sec és un municipi francès situat al departament del Pas de Calais i a la regió dels Alts de França. L'any 2007 tenia 793 habitants.

## Demografia

### Població
El 2007 la població de fet de Buire-le-Sec era de 793 persones. Hi havia 288 famílies de les quals 71 eren unipersonals (20 homes vivint sols i 51 dones vivint soles), 67 parelles sense fills, 118 parelles amb fills i 32 famílies monoparentals amb fills.
La població ha evolucionat segons el següent gràfic:
Habitants censats

### Habitatges
El 2007 hi havia 320 habitatges, 287 eren l'habitatge principal de la família, 15 eren segones residències i 18 estaven desocupats. Tots els 317 habitatges eren cases. Dels 287 habitatges principals, 167 estaven ocupats pels seus propietaris, 107 estaven llogats i ocupats pels llogaters i 13 estaven cedits a títol gratuït; 1 tenia una cambra, 23 en tenien dues, 69 en tenien tres, 106 en tenien quatre i 88 en tenien cinc o més. 220 habitatges disposaven pel capbaix d'una plaça de pàrquing. A 123 habitatges hi havia un automòbil i a 108 n'hi havia dos o més.

### Piràmide de població
La piràmide de població per edats i sexe el 2009 era:
| Homes | Edats   | Dones |
| ----- | ------- | ----- |
| 0     | 95 o +  | 0     |
| 0     | 90 a 94 | 0     |
| 4     | 85 a 89 | 8     |
| 0     | 80 a 84 | 8     |
| 16    | 75 a 79 | 20    |
| 0     | 70 a 74 | 28    |
| 12    | 65 a 69 | 12    |
| 24    | 60 a 64 | 4     |
| 8     | 55 a 59 | 8     |
| 8     | 50 a 54 | 20    |
| 32    | 45 a 49 | 28    |
| 24    | 40 a 44 | 12    |
| 44    | 35 a 39 | 48    |
| 32    | 30 a 34 | 48    |
| 28    | 25 a 29 | 20    |
| 8     | 20 a 24 | 12    |
| 32    | 15 a 19 | 44    |
| 48    | 10 a 14 | 52    |
| 24    | 5 a 9   | 36    |
| 40    | 0 a 4   | 32    |

## Economia
El 2007 la població en edat de treballar era de 510 persones, 326 eren actives i 184 eren inactives. De les 326 persones actives 264 estaven ocupades (153 homes i 111 dones) i 63 estaven aturades (30 homes i 33 dones). De les 184 persones inactives 33 estaven jubilades, 77 estaven estudiant i 74 estaven classificades com a «altres inactius».

### Ingressos
El 2009 a Buire-le-Sec hi havia 293 unitats fiscals que integraven 790 persones, la mediana anual d'ingressos fiscals per persona era de 12.914 €.

### Activitats econòmiques
Dels 26 establiments que hi havia el 2007, 1 era d'una empresa extractiva, 5 d'empreses de fabricació d'altres productes industrials, 4 d'empreses de construcció, 8 d'empreses de comerç i reparació d'automòbils, 2 d'empreses de transport, 3 d'empreses d'hostatgeria i restauració, 1 d'una empresa immobiliària i 2 d'empreses classificades com a «altres activitats de serveis».
Dels 7 establiments de servei als particulars que hi havia el 2009, 1 era un paleta, 3 lampisteries, 1 perruqueria, 1 restaurant i 1 agència immobiliària.
L'any 2000 a Buire-le-Sec hi havia 19 explotacions agrícoles que ocupaven un total de 1.260 hectàrees.

## Equipaments sanitaris i escolars
El 2009 hi havia una escola elemental.

## Poblacions més properes
El següent diagrama mostra les poblacions més properes.